# 二十四碳化钾
二十四碳化钾是一种石墨插层化合物，化学式为KC24。它可由八碳化钾和石墨在350~450 °C共热反应制得，或由钾和石墨在真空中于350 °C反应得到。它在Co(C2H4)(PMe3)3催化下和锂在戊烷中反应，可以得到Li2.67KC24。

## 拓展阅读
- Shioyama, Hiroshi. The reaction of potassium-graphite intercalation compounds with halogens（日語）. Tanso, 2002. 203. 120-122. ISSN 0371-5345.